# Kaukasusvorland
Als Kaukasusvorland oder Vorkaukasus (russisch Предкавка́зье/Predkawkasje) wird das nördliche Vorland des Kaukasus zwischen Schwarzem Meer und Kaspischem Meer bezeichnet, das im Norden von der Manytschniederung begrenzt wird, die hier die Grenze zwischen Europa und Asien bildet. Administrativ gehört das Kaukasusvorland zu den russischen Föderationskreisen Südrussland und Nordkaukasus. 